# Чирлидинг
Чирлидинг је активност у којој учесници (звани чирлидери) навијају за свој тим као вид охрабрења. Може да варира од скандирања слогана до интензивне физичке активности. Може се изводити за мотивисање спортских тимова, забаву публике или такмичење. Чирлидинг тачке обично трају од једног до три минута, а садрже компоненте као што су превртање, плес, скокови, навијање и скандирање.
Савремени чирлидинг је уско повезан са америчким фудбалом и кошарком. Спортови као што су фудбал, хокеј на леду, одбојка, бејзбол и рвање понекад спонзоришу тимове чирлидера. Флорида марлинси су били први тим из МЛБ који је имао тим чирлидера.
Чирлидинг је настао као мушка активност у САД и практикује се примарно у Америци, са процењених 3,85 милиона учесника од 2017. године. Глобалну презентацију чирлидинга предводило је емитовање ESPN-овог међународног такмичења 1997. године и приказивање филма Сви у напад из 2000. године. Овај спорт је стекао велику пажњу у Аустралији, Канади, Мексику, Кини, Колумбији, Финској, Француској, Немачкој, Јапану, Холандији, Новом Зеланду и Уједињеном Краљевству, а популарност наставља да расте како спортски лидери траже олимпијски статус.